# Tarzan l'indomabile
Tarzan l'indomabile (Tarzan the Fearless) è un film del 1933 diretto da Robert F. Hill. Il ruolo di Tarzan è affidato a Buster Crabbe, campione olimpico di nuoto che girò, nella sua carriera cinematografica, più di un centinaio di pellicole ma che interpretò Tarzan solo in questo film.

## Trama
Tarzan si mette sulle tracce del dottor Brooks, un anziano scienziato tenuto prigioniero nella città perduta di Zar, il dio dalle dita di smeraldo. Anche Mary, la figlia di Brooks, è alla ricerca del padre insieme a Bob Hall. Il safari è affidato a Jeff Herbert e Nick Moran, due guide che si rivelano essere dei farabutti. Anche Mary cade nelle mani dei seguaci di Zar e viene portata alla presenza del Grande Sacerdote. Tarzan corre in suo soccorso. Herbert e Moran saranno uccisi, mentre gli altri avranno salva la vita a patto di non ritornare più nella città.
Tornati liberi, Mary e suo padre decidono di restare in Africa insieme a Tarzan.

### Titoli dei capitoli
1. The Dive of Death
2. The Storm God Strikes
3. Thundering Death
4. The Pit of Peril
5. Blood Money
6. Voodoo Vengeance
7. Caught By Cannibals
8. The Creeping Terror
9. Eyes of Evil
10. The Death Plunge
11. Harvest of Hate
12. Jungle Justice

## Produzione
Il film fu prodotto da Sol Lesser per la Sol Lesser Productions (con il nome Principal Productions Inc.). Venne girato con il titolo di lavorazione Tarzan the Invincible in California. Per gli esterni, i luoghi delle riprese furono la San Fernando Valley e la Sherwood Forest. Alcune scene furono girate all'Iverson Ranch all'1 Iverson Lane di Chatsworth.
Il film venne girato in dodici episodi, ma venne poi distribuito anche in una versione di 61 minuti che comprendeva i primi quattro episodi della serie.

## Distribuzione
Distribuito dalla Principal Distributing Corporation, il film uscì nelle sale cinematografiche USA l'11 agosto 1933 con il titolo Tarzan the Fearless.